# Arena do Grêmio
Arena do Grêmio is een multi-functioneel sportstadion in Porto Alegre, Brazilië. Het stadion heeft een capaciteit van 60.540 zitjes. Het werd gebouwd in 2012 en officieel geopend op 8 december 2012. Het is de thuishaven van voetbalclub Grêmio, hiervoor speelde de club in het Estádio Olímpico Monumental. Het stadion is een van de modernste voetbaltempels van Zuid-Amerika.